# Stewart Cole
 (janvier 2020).
Si vous disposez d'ouvrages ou d'articles de référence ou si vous connaissez des sites web de qualité traitant du thème abordé ici, merci de compléter l'article en donnant les références utiles à sa vérifiabilité et en les liant à la section « Notes et références ».
Stewart Thomas Cole, né le 14 janvier 1955 à Penzance (Royaume-Uni), est un microbiologiste franco-britannique. Il est directeur général de l'Institut Pasteur de janvier 2018 à décembre 2023.

## Biographie

### Jeunesse et éducation
Stewart Cole est né en 1955 et grandit au Pays de Galles, où il fait ses études à la Milford Haven Grammar School puis à la Ardwyn Grammar School, à Aberystwyth. À la suite d'un épisode de paratyphoïde qui met sa vie en danger, il s'intéresse aux bactéries, aux virus et aux maladies infectieuses, ce qui le conduit à étudier la microbiologie à l'Université du Pays de Galles, à Cardiff (maintenant l'Université de Cardiff), puis à effectuer des recherches pour son doctorat à l'Université de Sheffield. Par la suite, il est boursier postdoctoral à l'Université d'Umeå (Suède) et assistant de recherche au Max-Planck-Institut de biologie de Tübingen (Allemagne).

### Carrière et recherche
Stewart Cole est actif dans la recherche sur les maladies infectieuses et la santé mondiale depuis de nombreuses années. Entre 2007 et 2017, il est professeur titulaire et directeur de l'Institut mondial de la santé à l'École polytechnique fédérale de Lausanne (EPFL, l'une des deux écoles polytechniques fédérales suisses). Son laboratoire à l'EPFL ferme ses portes en décembre 2018. Il est auparavant professeur, directeur général adjoint et directeur scientifique de l'Institut Pasteur de Paris (1983 - 2007), qu'il rejoint ensuite en tant que président-directeur général.
Ses travaux de recherche en microbiologie sont largement salués et sont directement liés à la santé mondiale et à la lutte contre les maladies dans les pays en développement comme dans les pays industrialisés. Pendant quatre décennies, son équipe étudie une gamme de sujets, notamment les systèmes de transport d'électrons bactériens; la génomique et le diagnostic des rétrovirus (VIH) et des papillomavirus oncogènes (HPV); mécanismes de résistance aux antibiotiques ; et la microbiologie moléculaire des clostridies toxigènes. Cole est surtout connu pour ses travaux novateurs sur la génomique, l'évolution et la virulence des mycobactéries pathogènes, en particulier celles qui causent les maladies humaines, la tuberculose (TB) et la lèpre.
Cole supervise une trentaine d'étudiants pour les diplômes MS et PhD, et forme 40 boursiers postdoctoraux et cliniciens. Avec eux, il publie plus de 350 articles scientifiques et articles de synthèse. Il est également inventeur de nombreux brevets, dont plusieurs sont concédés sous licence à des partenaires industriels donnant naissance à des produits diagnostiques et thérapeutiques.
Cole est coordinateur scientifique du projet Nouveaux médicaments pour la tuberculose (NM4TB) qui se déroule de 2006 à 2009 et du projet More Medicines for Tuberculosis (MM4TB) qui se déroule de 2011 à 2016 dans le cadre du 7e PC de l'Union européenne. Ces travaux aboutissent à la découverte du candidat médicament contre la tuberculose, la macozinone (MCZ) et à la création par l'EPFL du spin-off à but non lucratif iM4TB (Innovative Medicines for Tuberculosis). MCZ est actuellement en phase 2 d'essais cliniques.

### Directeur de l'Institut Pasteur
Stewart Cole a été nommé 16e directeur général de l'Institut Pasteur le 13 octobre 2017, 130 ans après sa fondation, devenant ainsi la première personne non française à occuper ce poste. Il prend ses fonctions le 2 janvier 2018, lorsqu'il commence à préparer le plan stratégique de l'Institut pour 2019-2023. L'ambition générale de ce plan est de donner à l'Institut un nouvel élan dans la recherche fondamentale et d'accroître son impact sur la santé humaine. Les domaines prioritaires du Plan stratégique comprennent les maladies infectieuses (ré) émergentes, la résistance aux antimicrobiens, la connectivité cérébrale et les maladies neurodégénératives. D'après le Plan stratégique, les quatre missions initialement définies par Louis Pasteur pour son institut - recherche, santé publique, formation / éducation et ouverture de la recherche à des applications de valeur pour l'humanité - sont aussi pertinentes aujourd'hui qu'elles l'étaient en 1887, lorsque l'Institut Pasteur a été fondé. Son mandat se termine le 31 décembre 2024. 

## Prix et distinctions
- 2001 : Prix Jean-Pierre Lecocq, Académie des Sciences, France ;
- 2002 : Prix Marjory Stephenson de la Society for General Microbiology ;
- 2002 : Membre EMBO ;
- 2007 : Membre de la Royal Society, Royaume-Uni ;
- 2009 : Prix Kochon du partenariat STOP-TB de l'Organisation mondiale de la santé ;
- 2014 : Prix Emil von Behring de l'Université de Marbourg ;
- 2014 : Ass. Membre Académie Nationale de Pharmacie, France ;
- 2016 : Gardner Middlebrook Award, 37th Annual Congress of the European Society of Mycobacteriology (3 juillet 2016 ; Catane, Italie) ;
- 2021 :  Commandeur de l'ordre de la reconnaissance centrafricaine ;
- 2023 :  Officier de la Légion d'honneur[1], chevalier (2004)[2].